# Tarucus cassioides
Tarucus cassioides är en fjärilsart som beskrevs av Murray 1873. Tarucus cassioides ingår i släktet Tarucus och familjen juvelvingar. Inga underarter finns listade i Catalogue of Life.